# Lettrix (televisieprogramma)
Lettrix is Nederlands televisieprogramma uit 2023 dat uitgezonden werd door televisiezender SBS6 en terug te kijken is via streamingdienst KIJK. De presentatie van het programma was afwisselend in handen van Patrick Martens en Dyantha Brooks.

## Format
In het programma gingen iedere aflevering twee kandidaten in snelle rondes de strijd met elkaar aan. Ze moesten tijdens drie spelrondes proberen op verschillende manieren zoveel mogelijk woorden met aangegeven letters te maken. Deze letters kwamen als grote virtuele letters de studio in.
Tijdens ronde 1 kregen de kandidaten één letter aan het begin van het woord, tijdens ronde twee kregen ze alleen één letter ergens aan het eind van het woord en tijdens de derde ronde kregen ze twee letters op willekeurige plekken. Hierbij gaven de aantallen puntjes aan hoe lang een woord moest zijn. Elke ronde bestond uit twee opgaves, waarbij de kandidaten om en om vijf woorden mogen raden, met vijf seconden bedenktijd. Aan het einde van elke ronde was een bonusronde, die extra punten op kon leveren.
De kandidaat met de meeste punten speelde de finale. Tijdens de finale kreeg de kandidaat zeventig seconden de tijd om zes woorden te maken; hierbij waren alleen telkens de begin- en eindletter aangegeven. De kandidaat kon hierbij maximaal 2500 euro winnen en mocht daarnaast de volgende aflevering terugkomen om wederom te spelen.

## Achtergrond
Het programma, dat geproduceerd werd door Talpa Entertainment Productions, werd in juni 2023 voor het eerst aangekondigd als het nieuwe zomerprogramma van televisiezender SBS6. De presentatie van het programma was in handen van Patrick Martens en Dyantha Brooks, die dit afwisselend presenteerden.
Het programma werd twaalf weken lang uitgezonden van maandag tot en met vrijdag en had tijdens zijn eerste week bekende Nederlanders als kandidaten, vanaf de tweede week waren de kandidaten alleen onbekenden. Bekende Nederlanders die meededen waren Patty Brard, Gers Pardoel, Hannelore Zwitserlood, Tanja Jess, Thomas Berge en Victor Abeln. De eerste aflevering van het programma werd uitgezonden op 3 juli 2023 en werd slechts door 111.000 kijkers bekeken. Tijdens de tweede aflevering daalden de kijkcijfers nog verder, deze werd bekeken door nog maar 62.000 kijkers. Oud-programmadirectrice en kijkcijferexpert Tina Nijkamp gaf aan dat met deze kijkcijfers het programma weleens de televisieflop van het jaar 2023 kon worden.
Oorspronkelijk werd het programma in de vooravond rond zes uur uitgezonden, echter door de tegenvallende kijkcijfers werd het programma vanaf 8 augustus 2023 verschoven naar de nacht.